# Thomas Arundel
Thomas Arundel (1353-19 de febrero de 1414) fue Arzobispo de Canterbury en 1397 y desde 1399 hasta su muerte, oponente de los Lolardos.

## Carrera eclesiástica
Uno de los hijos menores de Richard FitzAlan, X conde de Arundel, fue consagrado por el papa como obispo de Ely, el 13 de agosto de 1373, exclusivamente por el peso político de su padre y por el apoyo financiero que había prestado a la corona durante el reinado de Eduardo III de Inglaterra. Thomas abandonó sin lamentarlo sus estudios en Oxford, que no le proporcionaban ninguna satisfacción. Ely constituía una sede tremendamente rica que parecía haber captado el interés de Thomas hasta que la oposición de su hermano a Ricardo II, tanto en Inglaterra como en Francia, le arrastró. En medio de una crisis extremadamente grave, al borde de la guerra civil de 1386-1388, el obispo se vio al frente, al menos en términos formales, de los intentos de cinco nobles para purgar a los consejeros del rey y así lograr el control político.
El 3 de abril de 1388, fue elevado a la posición de Arzobispo de York en un momento en que Ricardo II estaba, de hecho, apartado del gobierno. Dada la riqueza de Ease, este ascenso obedecía más a razones de prestigio y control que a razones económicas.
Arundel ejerció como Lord Canciller en dos ocasiones durante el reinado de Ricardo II, en contra de los deseos del rey entre 1386 y 1389, y, nuevamente desde 1391 a 1396. Por las razones que fuera, el rey, en su plan de reconquistar el poder, trató de ganarse la confianza de Arundel, hasta el golpe de Estado de 1397, cuando el arzobispo fue engañado al conceder un salvoconducto real a su hermano para que pudiera salir de la clandestinidad, pero que acabó con la vida de éste.
A lo largo de su vida, Arundel demostró ser más confiado de lo que le convenía. Pese a sus inquietudes políticas, que le mantuvieron alejado de York durante largas temporadas, acreditó ser una persona piadosa en la provincia del norte. Además, como demostraría más tarde en Caterbury, se reveló como un administrado de talento.
El 25 de septiembre de 1396, fue nombrado Arzobispo de Canterbury y primado de Inglaterra. Este nombramiento real parecía augurarle un buen futuro. Sin embargo, al cabo de un año, fue exiliado por el rey durante las represalias del rey contra los conspiradores de diez años atrás, siendo reemplazado por Roger Walden.
Se exilió en Florencia, donde, en 1398, a petición de Ricardo II, el Papa Bonifacio IX le ordenó obispo de Saint Andrews, un cruel destino, ya que Escocia había reconocido durante el Gran Cisma al Papa de Aviñón y contaba ya con un obispo enviado por él, por lo que Thomas Arundel no sería aceptado. De todas formas, poco después, se unió a su compañero de exilio Henry Bolingbroke. Aunque no eran almas gemelas, invadieron Inglaterra juntos y forzaron a Ricardo II a abdicar en Bolingbroke, que pasó a ser Enrique IV. Arundel jugó un papel crucial en la usurpación  y era, posiblemente, el más interesado en eliminar por completo al rey: si mintió o no a Ricardo II para distraerle de Conway es una cuestión abierta a discusión. El nuevo régimen sirvió para corregir muchas de las decisiones de Ricardo II, incluyendo la instauración de Walden. Arundel volvió a ocupar su puesto de Primado, en tanto que Walden, con el apoyo de Arundel, fue enviado a la importante sede de Londres.
Al enfermar el rey en 1405, Arundel se puso de nuevo al frente del gobierno. Incluso llevó al enfermo rey al Palacio de Lambeth para su cuidado. En 1405-06 tuvo que enfrentarse a la crisis que el papado había provocado ante la decisión del rey de ejecutar a Richard Scrope, Arzobispo de York, que había participado en la conspiración de Henry Percy. Bajo Enrique IV, Arundel sirvió en dos ocasiones como Lord Canciller; en 1399 y de 1407 a 1410. Cuando Enrique V sucedió a su padre Enrique IV, la influencia de Arundel empezó a declinar.
Falleció el 19 de febrero de 1414. Fue enterrado en la Catedral de Canterbury. Sus restos fueron descubiertos bajo la nave durante excavaciones arqueológicas en la década de 1990.

## Oposición a los Lolardos
Arundel se opuso vehementemente a los Lolardos, seguidores de John Wycliffe quien, en su tratado De Eucharistia, de 1379, había negado el dogma de la Transubstanciación.
Enrique IV emitió en 1401 el decreto De heretico comburendo, que establecía en el preámbulo su oposición a cierta secta que pensaba mal de los sacramentos y usurpaba el oficio de predicación.(1913 Catholic Encyclopedia) Por este decreto se permitió a los obispos arrestar, encarcelar e interrogar a los sospechosos, y a entregar a las autoridades seglares a los reincidentes o a los que se hubieran negado a abjurar. Los condenados serían quemados "en un lugar alto" ante el pueblo. Este acto fue posiblemente impulsado por el autoritario Arundel.
La aprobación del decreto fue seguida casi de inmediato por la muerte en la hoguera de William Sawtrey, sacerdote londinense. Había abjurado anteriormente, pero luego reincidió, y se negaba, tanto a reconocer la autoridad de la iglesia, como a revelar su creencia en la transubstanciación.
En 1407, Arundel presidió un sínodo en Oxford, en el que se aprobaron varias regulaciones de la predicación, la traducción y uso de las escrituras y la educación teológica en las escuelas y universidades. En 1410, un comité de censores de Oxford condenaron 267 proposiciones contenidas en los escritos de Wycliffe.
Estas medidas parecen haber sido bastante eficaces, al menos lo suficiente como para que el lolardismo desapareciese entre el clero y se convirtiera cada vez más en un movimiento laico, con frecuencia con conexiones con el descontento político.
La pena de muerte apenas se aplicó. Hasta 1410, ningún Lolardo más fue ejecutado. La revuelta de John Oldcaste de 1414 provocó el ahorcamiento y la quema de unos setenta. A partir de ahí, las ejecuciones fueron escasas hasta llegar al periodo Tudor. Arundel sufrió un ataque que le dejó sin habla poco tiempo después. Enrique V, cuyas relaciones con Arundel no eran buenas, instaló en su lugar a Henry Chichele.